# NGC 483
NGC 483 (другие обозначения — UGC 906, MCG 5-4-29, ZWG 502.50, PGC 4961) — галактика в созвездии Рыбы.
Этот объект входит в состав группы галактик NGC 507.
Этот объект входит в число перечисленных в оригинальной редакции «Нового общего каталога».
Галактика окружена тусклым кольцом около 2' в поперечнике.